# Lunga, Treshnish Isles

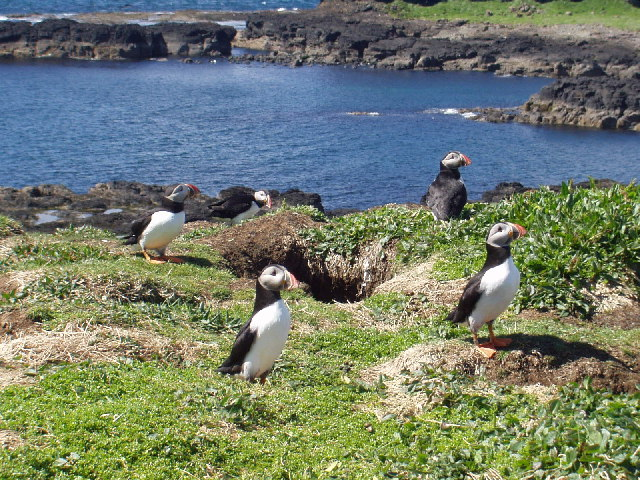
Lunnefåglar på Lunga

Lunga (engelska: Isle of Lunga, Skotsk gaeliska: Lungaigh) är den största av Treshnish Isles en del av Hebriderna på Skottlands västkust.
På somrarna går det ut turer till Lunga för att titta på fåglarna. Det finns stormsvala, tretåig mås, mindre lira, olika grisslearter, lunnefågel, tordmule och även många vanligare fåglar.
Många turer inkluderar stopp på basaltön Staffa.